# شهرستان شوانهان
شهرستان شوانهان (به لاتین: Xuanhan County) یک منطقهٔ مسکونی در جمهوری خلق چین است که در داژو واقع شده‌است.